# Рейни, Делла
Делла Хейден Рейни (англ. Della Hayden Raney; 10 января 1912 — 23 октября 1987) — американская медсестра в Корпусе медицинских сестёр армии США. Рейни была первой афроамериканской медсестрой, прибывшей на службу во время Второй мировой войны, и первой, назначенной главной медсестрой.

## Биография
Делла Х. Рейни родилась 10 января 1912 года в Саффолке, штат Виргиния. Она окончила школу медсестер при больнице Линкольна в 1937 году. В Линкольне она работала руководителем операций, а до поступления на военную службу также работала в общественной больнице Норфолка, штат Вирджиния, и в больнице KB Reynolds в Уинстон-Салеме.
В апреле 1941 года Рэйни явилась на службу и стала первой афроамериканской медсестрой, служившей в Корпусе армейских медсестер армии США во время Второй мировой войны. Рейни, получившая звание второго лейтенанта, сначала была размещена в Форт-Брэгге, где она работала надзирателем медсестёр. В следующем году её перевели в госпиталь военно-воздушной базы Таскиги. Рейни работала там медсестрой и в 1944 году получила звание капитана. В том же 1944 году её перевели в Форт Хуачука. В то время она была единственной чернокожей женщиной, получившей это звание и работавшей в ВВС Армии США. В 1946 году она была в срочном отпуске из лагеря Бил, где работала старшей медсестрой. В том же году Рейни была повышена до звания майора. Она была первой чернокожей медсестрой, получившей звание майора в армии США. В 1950-х она работала в армейском госпитале Перси Джонса. Рейни служила в армии до выхода на пенсию в 1978 году.
В 1978 году лётчики Таскиги наградили её за службу. Однополчане называли её «Моу Рейни». 23 октября 1987 года Рейни умерла.